# Трутовик клубненосный
Трутови́к клубнено́сный (лат. Polyporus tuberaster) — съедобный гриб-трутовик из рода Polyporus семейства Polyporaceae. 
Синонимы:
- Boletus tuberaster Jacq., 1796basionym
- Cerioporus forquignonii (Quél.) Quél., 1886
- Favolus boucheanus Klotzsch, 1833
- Leucoporus forquignonii (Quél.) Pat., 1900
- Leucoporus lentus (Berk.) Pat., 1900
- Melanopus coronatus (Rostk.) Bourdot & Galzin, 1925
- Melanopus forquignonii (Quél.) Bourdot & Galzin, 1925
- Melanopus lentus (Berk.) Bourdot & Galzin, 1925
- Polyporus boucheanus (Klotzsch) Berk., 1874
- Polyporus coronatus Rostk., 1848
- Polyporus floccipes Rostk., 1848
- Polyporus forquignonii Quél., 1884
- Polyporus lentus Berk., 1860

## Описание
Шляпка светлая, плоская, с вдавленным центром и жёстким краем, поверхность покрыта многочисленными рельефными чешуйками коричневого цвета. Трубчатый слой низбегающий, с радиальным узором из удлинённых пор. Ножка коричневатого цвета, располагается по центру шляпки. Мякоть беловатая, жёсткая. Споровый порошок белый.

## Сходные виды
Трутовик чешуйчатый отличается большим размером шляпки (до 30—40 см), чёрным окрасом основания ножки у старых экземпляров и характерным мучнистым или огуречным запахом.